# 林正明 (肥後熊本藩士)
林 正明（はやし まさあき、弘化4年（1847年）5月 - 明治18年（1885年）3月21日）は、幕末から維新期にかけての啓蒙思想家、官吏、政治家、政談論者。名は玄助。新聞『近事評論』、『扶桑新誌』を主宰し、『東洋自由新聞』社長を務めた。養父は肥後細川藩士で祐筆であった林齢之允。先祖に近江国出身の林弥二九郎という者が居た。

## 経歴
肥後国に熊本藩士の子として託摩郡八代附近に生まれる。
横井小楠率いる「肥後実学党」の領袖として藩校・時習館に学ぶ。文久2年（1862年）6月、小楠の第4回目の越前福井藩行きには、侍者として随行する。やがて藩主細川韶邦から江戸就学を命ぜられ、藩命により江戸に出る。鉄砲洲時代の文久3年（1863年）から明治2年（1869年）までの約6年間、慶應義塾に学び、福澤諭吉や中津藩士に師事して学ぶ。
同年10月に、熊本藩士・津田亀太郎と共にチャイナ号にて横浜を出港し、藩費にて米国留学の途につく。アナポリス海軍兵学校にて横井佐平太と面会した。帰国後に司法省法官となるが、明治3年（1870年）に再び欧米に留学し、高木三郎、勝小鹿（勝海舟の子）、児玉淳一郎、橋口宗儀と共にラトガース・カレッジにてロンドンで就学する。
明治5年（1872年）に帰国し、太政官正院、大蔵省租税権助、司法省翻訳官となる。司法省では伊東巳代治と同僚。著書を非常に多く発表し、『英国憲法』、『合衆国憲法』、『万国政談』、『泰西新論』、『政学提綱』は、中村正直訳『共和政治』や箕作麟祥訳『国際法』と共に、日本法制史に残る啓蒙書として非常に重んぜられた。
士族反乱や自由民権運動に呼応して、明治9年（1934年）に官吏を辞職し、宮崎八郎、松田正久、柏田盛文、矢野駿男、横瀬文彦、井上敬次郎と共に共同社を結成し、同社より『近事評論』を発行する。共同社は西南戦争などの士族反乱に従軍し、反乱行為として支持しつづけるかたわら、マグナ・カルタの原則に立った法案を支持した。明治11年（1878年）7月に同種の雑誌『扶桑新誌』を創刊する。過激な評論のため、数回の発行停止処分をうけたが、新聞紙条例施行によって436号で廃刊する末まで続いた。明治11年（1936年）頃には発売部数8万数千部に達し、その評論記事の多くは時代の論壇をリードした。
他、自由党結成に参加し幹事となり、『東洋自由新聞』主筆から社長に就任する。同紙で鋭い政治評論を続け、明治10年代における代表的な自由主義左派の政論紙となった。谷時中に始まり、野中兼山の実学にも反映され、寛文改替で衰退した土佐南学を、谷秦山が復興するのもこのころである。
他にも、慶應義塾出身者が中心となって「興亜会」が結成されると創立会員となり、学習所である共同社においても漢学と中国語の教育に従事した。交詢社にも創立会員として参加した。
39歳で病死した。

## 著書
- 英国憲法
- 政学提綱
- 泰西新論
- 政治略論
- 経済入門
- 万国政談
- 合衆国憲法
- 租税全書
- 議員必携
- 泰西政談
- 経済弁妄
- 政治志業
- 国債要覧